# Robert Ernest Cheesman
Pour les articles homonymes, voir Cheesman.
Robert Ernest Cheesman, né le 18 octobre 1878 à Ashford et mort le 13 février 1962 à Tunbridge Wells, est un officier, explorateur et ornithologue britannique.
Il est connu pour être l'un des premiers à cartographier la côte de l'Arabie. Il est crédité de la découverte d'un rongeur, nommé d'après lui, la gerbille de Cheesman (Gerbillus cheesmani).

## Biographie
Il est l'un des cinq enfants de Florence Maud Tassell (décédée en 1944) et de Robert Cheesman (décédé en 1915), un gentleman-farmer aux moyens modestes. Cheesman devient le secrétaire privé de Percy Cox pendant son mandat de haut-commissaire en Irak.
En 1923, lors d'un voyage dans la péninsule arabique, il recueille plus de 300 spécimens à l'oasis d'Al-Ahsa, dont plusieurs étaient auparavant inconnus de la science. Ces spécimens sont conservés au British Museum. Pendant cette période, il était accompagné de sa sœur, Evelyn Cheesman, une entomologiste, peintre et auteure prolifique. On lui attribue la découverte de la gerbille de Cheesman (Gerbillus cheesmani).
Cheesman a été le premier homme à cartographier la côte arabique du golfe de Salwah à Uqair (en). En 1924, il fixe la position de Hofuf et identifie le site de l'antique Gerrha. Il présente ses découvertes à la cour d'Ibn Sa'ud à Hofuf. Il reçoit le Gill Memorial Award pour ce travail par la Royal Geographical Society.
En 1936, il reçoit la Médaille d'or de la société pour ses explorations et relevés du Nil bleu et du lac Tana. 
Il est aussi le frère d'Edith Cheesman (en).

## Publications
- Report on a collection of mammals made by Col. John Ernest Buttery Hotson (en) in Shiraz, Persia, in Journal of the Bombay Natural History Society, vol. 27, no 3, 1921, p. 573–581.
- Unknown Arabia, Londres,  Macmillan & Co., 1926.
- Lake Tana and the Blue Nile, Londres, 1936.